# Francisco Molinero
Francisco José Molinero Calderón (Ontígola, Toledo, España, 26 de julio de 1985) es un exfutbolista español que jugó como defensa en el Mar Menor F. C. de la Segunda División RFEF como último equipo.

## Trayectoria
Se formó en el C.D. Sitio de Aranjuez llegando a los once años a las categorías inferiores del Club Atlético de Madrid y formó parte del equipo que ganó la Copa de Campeones juvenil en 2002. Ese mismo año debutó con el Club Atlético de Madrid "B" y en la temporada 2003-04 consiguió el campeonato del grupo 2 de Segunda División B, además de participar en la fase de ascenso a Segunda División. Su debut en Primera División se produjo el 25 de septiembre de 2004 en una victoria por 1-0 del Atlético frente al Villarreal C. F. Continuó en el equipo madrileño hasta el final de la campaña 2005-06 y disputó un total de veinticinco partidos en la Liga. Durante la temporada 2006-07 jugó como cedido en el Málaga C. F. en Segunda División.
En julio de 2007 fichó por el R. C. D. Mallorca después de desvincularse del Atlético de Madrid. Su participación fue de cinco partidos en Primera División y, al término de la campaña, firmó por el Levante U. D. Tras finalizar su contrato, el 21 de junio de 2009 fichó por tres años por el FC Dinamo de Bucarest. Allí debutó en la Liga Europa en el partido de vuelta de la ronda de play-off frente al F. C. Slovan Liberec; con la eliminatoria empatada al término del encuentro, el vencedor tuvo que dirimirse en una tanda de penaltis y Molinero fue el autor de uno de los goles que permitieron al Dinamo acceder a la fase de grupos. Después de jugar una única temporada en Rumanía abandonó el club para firmar con la S. D. Huesca, con quien disputó treinta y siete partidos en la campaña 2010-11. A la conclusión de la misma, fichó por el Real Murcia C. F., donde se mantuvo durante tres temporadas en las que jugó un total de ciento catorce encuentros en Segunda División. En la última de ellas, además, participó en la fase de ascenso a Primera División, pero el Murcia fue derrotado en la primera eliminatoria frente al Córdoba C. F.
Fichó por el Real Betis Balompié para la temporada 2014-15, equipo con el que consiguió el campeonato de Segunda División y ascender a la máxima categoría. Después de jugar otra campaña en Primera División con una participación de veintiún partidos, abandonó el Betis y se incorporó al Getafe C. F. Allí logró un nuevo ascenso a Primera División en la temporada 2016-17, en la que jugó treinta y tres partidos de la competición regular y los cuatro de la fase de ascenso. Se mantuvo un año más en el equipo y de cara a la campaña 2018-19 se desvinculó para fichar por el Real Sporting de Gijón. Tras dos temporadas en Gijón, abandonó el club en 2020 al expirar su contrato y en enero de 2021 regresó al Real Murcia C. F. siete años después.
El 12 de julio de 2021 firmó por el Mar Menor F. C. de la Segunda División RFEF.

## Selección nacional
Fue internacional con España en las categorías sub-19, sub-20 y sub-21.

## Clubes
| Club                        | País    | Año       |
| --------------------------- | ------- | --------- |
| Club Atlético de Madrid "B" | España  | 2002-2004 |
| Club Atlético de Madrid     | España  | 2004-2006 |
| Málaga C. F.                | España  | 2006-2007 |
| R. C. D. Mallorca           | España  | 2007-2008 |
| Levante U. D.               | España  | 2008-2009 |
| FC Dinamo de Bucarest       | Rumanía | 2009-2010 |
| S. D. Huesca                | España  | 2010-2011 |
| Real Murcia C. F.           | España  | 2011-2014 |
| Real Betis Balompié         | España  | 2014-2016 |
| Getafe C. F.                | España  | 2016-2018 |
| Real Sporting de Gijón      | España  | 2018-2020 |
| Real Murcia C. F.           | España  | 2021      |
| Mar Menor F. C.             | España  | 2021-2022 |

## Palmarés

### Campeonatos nacionales
| Título             | Club                        | País   | Año  |
| ------------------ | --------------------------- | ------ | ---- |
| Segunda División B | Club Atlético de Madrid "B" | España | 2004 |
| Segunda División   | Real Betis Balompié         | España | 2015 |

### Distinciones individuales
| Distinción                    | Año  |
| ----------------------------- | ---- |
| Once de plata de Fútbol Draft | 2006 |